# Жиковишта
Жиковишта или Зиковишта (грч. Σπήλιος, до 1927. грч. Ζηκοβίστα) је насељено место у општини Рупишта у периферији Западна Македонија, Грчка. Према попису из 2021. године било је 12 становника.
Према бугарском географу и историчару, Василу Канчову, у Жиковишту је 1900. године живело 300 Словена хришћана, међу којима било и хеленизованих. Македонски историчар Тодор Симовски, 1998. године наводи да су Жиковишта словенско насеље.